# 倭良嘎喱
亚历山大·格奥尔基耶维奇·倭良嘎喱（俄语：Александр Георгиевич (Егорович) Влангали，1823年？月？日—1908年4月1日），是俄国的地理学家、历史学家、经济学家、外交官，曾担任驻清朝公使，并觐见了同治皇帝递交国书。